# Arthur Wimperis
Arthur Harold Wimperis est un librettiste, un parolier et un scénariste britannique, né le 3 décembre 1874 à Lambeth, désormais part du Grand Londres (Angleterre), et mort le 14 octobre 1953 à Maidenhead (Angleterre).

## Biographie
Arthur Wimperis commence une carrière d'illustrateur pour The Graphic, un magazine hebdomadaire illustré britannique puis, après la seconde guerre des Boers où il sert dans la cavalerie, il devient parolier et librettiste de diverses comédies musicales édouardiennes (en)
Au début des années 1930, il commence à écrire pour le cinéma britannique, comme scénariste ou parolier de comédies musicales, puis émigre aux États-Unis dans les années 1940.

## Théâtre
- 1906 : The Dairymaids
- 1907 : The Gay Gordons
- 1909 : The Arcadians
- 1910 : The Balkan Princess
- 1910 : Our Little Cinderella
- 1911 : The Mousmé
- 1912 : The Sunshine Girl
- 1912 : The Girl in the Taxi
- 1913 : Love and Laughter
- 1913 : The Laughing Husband
- 1914 : Mam'selle Tralala
- 1914 : The Slush Girl
- 1916 : My Lady Frayle
- 1917 : Pamela
- 1925 : Louie the Fourteenth
- 1926 : Princess Charming
- 1928 : Song of the Sea
- 1930 : Nippy
- 1932 : Lovely Lady

## Filmographie
- 1930 : Harmony Heaven (en) de Thomas Bentley
- 1930 : Song of Soho (en) de Harry Lachman
- 1930 : A Warm Corner de Victor Saville
- 1931 : The Man They Couldn't Arrest (en) de T. Hayes Hunter
- 1932 : Hommes de demain (Men of Tomorrow) de Zoltan Korda et Leontine Sagan
- 1932 : Maryrose et Rosemary (Wedding Rehearsal) d'Alexander Korda
- 1932 : That Night in London de Rowland V. Lee
- 1933 : La Dame de chez Maxim's (The Girl from Maxim's) d'Alexander Korda
- 1933 : La Vie privée d'Henry VIII (The Private Life of Henry VIII) d'Alexander Korda
- 1933 : Cash de Zoltan Korda
- 1933 : Counsel's Opinion (en) d'Allan Dwan
- 1934 : Le Mouron rouge (The Scarlet Pimpernel) de Harold Young
- 1934 : Princess Charming (en) de Maurice Elvey
- 1934 : Catherine de Russie (The Rise of Catherine the Great) de Paul Czinner
- 1935 : Bozambo (Sanders of the River) de Zoltan Korda
- 1935 : Brewster's Millions (en) de Thornton Freeland
- 1936 : Le Vagabond bien-aimé (The Beloved Vagabond) de Curtis Bernhardt
- 1936 : Forget Me Not de Zoltan Korda
- 1937 : The Green Cockatoo (en) de William Cameron Menzies
- 1937 : Le Retour du Mouron rouge (en) (Return of the Scarlet Pimpernel) de Hanns Schwarz
- 1937 : Le Chevalier sans armure (Knight Without Armour) de Jacques Feyder
- 1937 : Sous la robe rouge (Under the Red Robe) de Victor Sjöström
- 1937 : Le Mystère de la Section 8 (Dark Journey) de Victor Saville
- 1938 : Prison Without Bars (en) de Brian Desmond Hurst
- 1938 : Alerte aux Indes (The Drum) de Zoltan Korda
- 1938 : Le Divorce de Lady X (The Divorce of Lady X) de Tim Whelan
- 1939 : Les Quatre Plumes blanches (The Four Feathers) de Zoltan Korda
- 1939 : Armes secrètes (Q Planes) de Tim Whelan et Arthur B. Woods
- 1939 : Mademoiselle Crésus (Over the Moon) de Thornton Freeland
- 1941 : Old Bill and Son (en) de Ian Dalrymple
- 1942 : Prisonniers du passé (Random Harvest) de Mervyn LeRoy
- 1942 : Madame Miniver (Mrs. Miniver) de William Wyler
- 1947 : Quand vient l'hiver (If Winter Comes) de Victor Saville
- 1948 : La Belle imprudente (Julia Misbehaves) de Jack Conway
- 1949 : La Dynastie des Forsyte (That Forsyte Woman) de Compton Bennett
- 1949 : Le Danube rouge (The Red Danube) de George Sidney
- 1951 : Le Retour de Bulldog Drummond (film (Calling Bulldog Drummond) de Victor Saville
- 1953 : La Reine vierge (Young Bess) de George Sidney
- 1955 : Les Quatre Plumes blanches (Storm over the Nile) de Terence Young et Zoltan Korda

## Distinctions
- Oscars du cinéma 1943 : Oscar du meilleur scénario adapté
  - Oscar pour Madame Miniver
  - nomination pour Prisonniers du passé